# Phương Hồng Vệ
Phương Hồng Vệ (tiếng Trung giản thể: 方红卫, bính âm Hán ngữ: Fāng Hóngwèi, sinh tháng 6 năm 1966, người Hán) là doanh nhân, chính trị gia nước Cộng hòa Nhân dân Trung Hoa. Ông là Ủy viên dự khuyết Ủy ban Trung ương Đảng Cộng sản Trung Quốc khóa XX, hiện là Thường vụ Tỉnh ủy Thiểm Tây, Bí thư Thành ủy Tây An. Ông từng là Tổng thư ký Tỉnh ủy Thiểm Tây; Bí thư Thị ủy và Thị trưởng Hán Trung; Bí thư Đảng ủy, Chủ tịch Tập đoàn Ô tô Thiểm Tây.
Phương Hồng Vệ là đảng viên Đảng Cộng sản Trung Quốc, học vị Tiến sĩ Kỹ thuật, Cao cấp kinh tế sư. Ông có sự nghiệp gần 30 năm trong hãng chế tạo ô tô Thiểm Tây trước khi bước vào chính trường Trung Quốc.

## Xuất thân và giáo dục
Phương Hồng Vệ sinh vào tháng 6 năm 1966 tại huyện Phú Bình, nay thuộc địa cấp thị Vị Nam, tỉnh Thiểm Tây, Cộng hòa Nhân dân Trung Hoa, có cùng nguyên quán với gia đình nhà học Tập của lãnh tụ Trung Quốc Tập Cận Bình. Ông lớn lên và tốt nghiệp cao trung ở Phú Bình, đến năm 1984 thì thi cao khảo và đạt thành tích xuất sắc, trúng tuyển Đại học Thanh Hoa, tới Bắc Kinh nhập học hệ kỹ thuật ô tô từ tháng 9 cùng năm, tốt nghiệp kỹ sư chuyên ngành này vào tháng 8 năm 1989. Tháng 4 năm 2002, ông bắt đầu theo học chương trình nghiên cứu sinh chuyên ngành kỹ thuật công nghiệp tại Đại học Công nghiệp Tây Bắc, nhận bằng Thạc sĩ Kỹ thuật vào tháng 12 năm 2007. Sau đó 1 năm, từ tháng 9 năm 2005, ông theo học sau đại học bán thời gian ở Đại học Trường An một quãng thời gian dài 2005–13 về quản lý và quy hoạch giao thông vận tải, trở thành Tiến sĩ Kỹ thuật vào cuối năm 2013. Trong thời còn học ở Thanh Hoa, Phương Hồng Vệ được kết nạp Đảng Cộng sản Trung Quốc vào tháng 4 năm 1987.

## Sự nghiệp

### Ô tô Thiểm Tây
Tháng 8 năm 1989, sau 5 năm học ở Thanh Hoa, Phương Hồng Vệ trở về Thiểm Tây, được nhận vào làm ở Tổng nhà máy Chế tạo ô tô Thiểm Tây – một xí nghiệp nhà nước về công nghiệp ô tô chuyên sản suất các loại xe địa hình quân sự hạng nặng, xe tải hạng nặng, hạng trung và hạng nhẹ, xe chở khách cỡ lớn và trung bình ở Tây Bắc Trung Quốc, được phân về thực tập ở Sở nghiên cứu Ô tô thuộc chi nhánh nhà máy. Sau tròn 1 năm thực tập, vào tháng 8 năm 1990, ông được phân làm chuyên viên ngạch khoa trưởng của Khoa Kỹ thuật thí nghiệm của sở và làm việc ở đây giai đoạn 1990–95. Vào tháng 5 năm 1995, ông được điều sang Phòng Tài vụ của Tổng nhà máy, tiếp tục giữ ngạch khoa trưởng, rồi thăng chức làm Phó Trưởng phòng từ tháng 3 năm 1996. Vào cuối năm này, ông được bổ nhiệm làm Phó Xưởng trưởng của Tổng nhà máy, kiêm Giám đốc công ty tiêu thụ từ tháng 9 năm 1998, rồi Phó Xưởng trưởng thường vụ từ tháng 10 năm 2001. Năm 2002, Tổng nhà máy được cải tổ để thành lập Tập đoàn Ô tô Thiểm Tây, Phương Hồng Vệ được bổ nhiệm làm Đồng sự, Tổng giám đốc, là Ủy ban Ủy ban Thường vụ Đảng ủy, Chủ tịch tập đoàn từ năm 2008, Bí thư Đảng ủy tập đoàn này từ 2010. Cuối năm 2012, ông được phân công là Bí thư Đảng ủy, Chủ tịch Tập đoàn Chế tạo Ô tô Thiểm Tây – công ty mẹ của Ô tô Thiểm Tây, đồng thời tiếp tục kiêm nhiệm lãnh đạo công ty con là Ô tô Thiểm Tây. Sang năm 2013, ông được bầu là Ủy viên Thường vụ Ủy ban Thiểm Tây Hội nghị Hiệp thương Chính trị Nhân dân Trung Quốc, kiêm Phó Chủ nhiệm Ủy ban Khoa học Kỹ thuật của Chính Hiệp Thiểm Tây từ tháng 3 năm 2013.

### Tổ chức Thiểm Tây
Tháng 4 năm 2015, sau 27 năm công tác ở Ô tô Thiểm Tây, đi từ nhân viên cho đến khi trở thành chủ tịch, Phương Hồng Vệ được miễn nhiệm ở tập đoàn này, điều về địa cấp thị Bảo Kê của Thiểm Tây để công tác, chỉ định vào Ủy ban Thường vụ Thị ủy, được bổ nhiệm làm Phó Thị trưởng Bảo Kê. Được hơn 1 năm thì ông được điều chuyển tiếp về quê hương Vị Nam, nhậm chức Thường vụ Thị ủy, Phó Thị trưởng thường vụ. Ở Vị Nam trong thời gian ngắn, vào tháng 1 năm 2017, ông tới địa cấp thị thứ 3 là Hán Trung, tiếp tục vào Ủy ban Thường vụ Thị ủy, và ở đây thì nhậm chức Phó Bí thư Thị ủy, Thị trưởng Hán Trung, rồi giữ chức Bí thư Thị ủy Hán Trung từ tháng 7 năm 2020. Ở Hán Trung thì ông ứng cử và được bầu làm Đại biểu Đại hội Đại biểu Nhân dân toàn quốc khóa XIII nhiệm kỳ 2018–23. Đến tháng 5 năm 2021, ông được bầu vào Ủy ban Thường vụ Tỉnh ủy, được phân công là Tổng thư ký Tỉnh ủy Thiểm Tây. Vào tháng 11 năm này, ông được điều về thủ phủ Tây An, giữ chức Bí thư Thành ủy Tây An. Cuối năm 2022, ông tham gia Đại hội Đảng Cộng sản Trung Quốc lần thứ XX từ đoàn đại biểu Thiểm Tây. Trong quá trình bầu cử tại đại hội, ông được bầu là Ủy viên dự khuyết Ủy ban Trung ương Đảng Cộng sản Trung Quốc khóa XX.